# Valle Maira
Het Valle Maira is een Italiaans bergdal in de regio Piëmont (provincie Cuneo). De vallei maakt deel uit van de Cottische Alpen.
Het hoofddal is uitgesleten door de rivier de Maira. Deze ontspringt nabij de 2637 meter hoge bergpas Colle di Maurin die ten noorden van Aiguille de Chambeyron (3411 m) op de grens met Frankrijk ligt. Bij de plaats Busca (500 m) stroomt de Maira uit in de Povlakte. Ten noorden van het Valle Maira ligt het Valle Varaita. De twee dalen zijn met elkaar verbonden door de smalle Colle di Sampeyre die via het woeste Vallone d'Elva naar Sampeyre voert. Door het zijdal Vallone di Marmora loopt een weg naar de Colle d'Esischie die naar het zuidelijker gelegen Valle Grana leidt.  
Tot het Valle Maira behoren veertien gemeenten waarvan Busca en Dronero het belangrijkst zijn. Veel inwoners van de vallei spreken de Occitaanse taal. In het hogere deel liggen vele kleine bergdorpen die vrijwel geheel van de landbouw en veeteelt afhankelijk zijn. Een groot probleem voor dit gebied is de aanhoudende ontvolking. 
Gedurende de winter wordt er in de bergen rond Prazzo en Acceglio op bescheiden schaal gewintersport. In de zomer is het ongerepte bergland populair bij wandelaars en mountainbikers.

## Gemeenten in het dal
Busca, Villar San Costanzo, Dronero, Roccabruna, Cartignano, San Damiano Macra, Macra, Celle di Macra, Stroppo, Elva, Marmora, Canosio, Prazzo, Acceglio

## Hoogste bergtoppen
- Monte Chambeyron (3389 m)
- Monte Sautron (3166 m)
- Rocca la Marchisa (3072 m)
- Rocca la Meia (2831 m)